# وفاة إلين هيرزبرغ
وفاة إلين هيرزبرغ (بالإنجليزية: Death of Elaine Herzberg)‏ هي أول حالة موثقة لراجل (غير راكب) تقتله مركبة ذاتية القيادة في 18 مارس 2018. كانت هيرزبرغ تدفع دراجة هوائية عابرة طريق من أربع حارات في شارع نورث مايل في تيمبي، أريزونا، الولايات المتحدة الأمريكية، عندما صدمتها سيارة اختبار أوبر، فولفو اكس سي 90، على ساعة العاشرة ليلا. كانت السيارة في وضع القيادة الذاتية، تحت إشراف سائق بشري. وفقًا للتحقيق الأولي الذي أجرته شرطة تيمبي، كانت السيارة تسير بسرعة 61 كم/ ساعة (38 ميل /الساعة) في منطقة ذات سرعة قصوى 56 كم/ساعة (35 ميل /الساعة)، لكنها لم تفرمل. السائق البشري أيضا لم يفرمل. لقد أصيبت هيرزبرغ أثناء تشغيل السيارة في وضع القيادة الذاتية. بعد الاصطدام، تم نقل هيرزبرغ إلى المستشفى حيث توفيت متأثرة بجراحها.
كان هيرزبرغ على وجه التحديد أول وفاة للمشاة تسببت فيها سيارة ذاتية القيادة؛ حدثت وفاة سابقة قبل عامين تقريبًا حيث قتل فيها سائق سيارة شبه مستقلة قارن مراسل في واشنطن بوست مصير هيرزبرغ بمصير بريدجيت دريسكول، الذي كانت في المملكة المتحدة عام 1896، أول مشاة يقتل بسيارة. لقد عزز هذا الحادث أهمية أنظمة تجنب الاصطدام للسيارات ذاتية القيادة. كانت إلين هيرزبرغ أم في التاسع والاربعين من العمر. بلا مأوى، كانت على وشك العثور على شقة.
نتيجة للحادث المميت، أوقف أوبر على الفور اختبار المركبات ذاتية القيادة في ولاية أريزونا، حيث تمت المصادقة على مثل هذا الاختبار فيأغسطس 2016. قررت أوبر أيضًا عدم تجديد تصريح اختبار السيارات ذاتية القيادة في كاليفورنيا عندما انتهت صلاحيتها في نهاية مارس 2018.

## ملخص التصادم
كان هيرزبرغ تعبر ميل أفنيو (شمال) من الغرب إلى الشرق، على بعد حوالي 360 قدم (110 م) جنوب التقاطع مع طريق كاري، خارج ممر المشاة المخصص، بالقرب من الطريق السريع ريد ماونتن. كانت تدفع دراجة محملة بأكياس التسوق، وكانت قد عبرت على الأقل حارة مرور واحدة عند تعرضها للصدم  حوالي الساعة 9:58  مساءً بتوقيت المنطقة الزمنية الجبلية للولايات المتحدة الأمريكية (MST) (ت ع م−07:00)  بواسطة سيارة أوبر ذاتية القيادة تعتمد على فولفو XC90، التي كانت تسير شمالًا في ميل. كانت السيارة تعمل في وضع مستقل منذ الساعة 9:39 مساءً، قبل تسع عشرة دقيقة من صدم هيرزبرغ وقتلها. لم تتدخل السيدة رافاييل فاسكويز، السائق البشري للسيارة للاحتياط والسلامة، في الوقت المناسب لمنع الاصطدام. أظهرجهاز القياس عن بعد للمركبة الذي تم الحصول عليه بعد الحادث أن المشغل البشري استجاب من خلال تحريك مقود السيارة قبل أقل من ثانية واحدة من الاصطدام، وأنه تعامل مع الفرامل أقل من ثانية بعد التصادم.

## اِسْتِقْصاء السبب

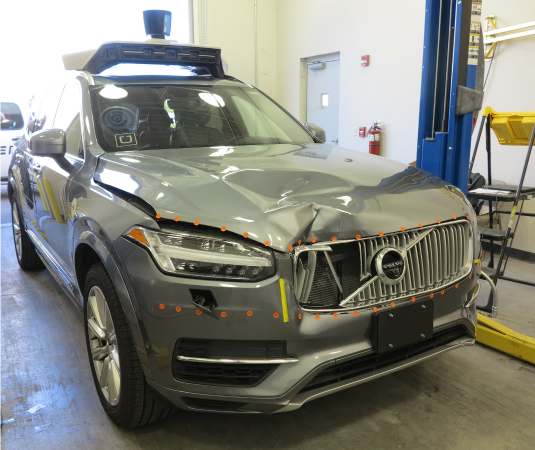
أوبر فولفو XC90 ذاتية القيادة المشاركة في التصادم، مع حدوث أضرار في الجانب الأمامي الأيمن

تتعارض تقارير الحادث حول الحد الأقصى للسرعة المسموح به في مكان الحادث. وفقا لشرطة تيمبي كانت السيارة تسير في منطقة ال 35 ميل في الساعة (56 كم/س)، ولكن هذا يتناقض مع هذا الحد الأقصى للسرعة المعلن أي 45 ميل في الساعة (72 كم/س)  ظهرت في وقت لاحق أدلة على وجود علاقة وطيدة بين أوبر والحاكم دوج دوساي، هذه العلاقة سمحت وحمت تقنية غير ناضجة في الشوارع، وربما أثرت أيضا على الاستنتاجات الأولية للحادث. علاوة على ذلك، استبعد مكتب محامي المقاطعة نفسه من التحقيق، بسبب الشراكة السابقة مع أوبر للترويج لخدماتهم المتمثلة في بديل للقيادة تحت تأثير الكحول. وقد أوضحت بعض نقاط التركيز اللاحقة من قبل المحققين الفيدراليين أن السرعة القصوى المطلقة التي يسمح بها القانون قد لا تكون جوهرية في الحادث الليلي.
أرسل المجلس الوطني لسلامة النقل (NTSB) فريقًا من المحققين الفيدراليين لجمع البيانات من أجهزة المركبة وفحص حالة المركبة إلى جانب الاستسقاء عن الإجراءات التي اتخذها سائق السلامة. تم إثبات النتائج الأولية التي توصلوا إليها من قبل العديد من مسجلات بيانات الحدث وأثبتت أن السيارة كانت تسيربسرعة 69 كيلومتر في الساعة (43 ميل/س) عندما تم رصد هيرزبرغ لأول مرة أي 6 ثوان (378 قدم (115 م)) قبل الاصطدام؛ خلال 4 ثوانٍ، لم يستنتج نظام القيادة الذاتية الحاجة إلى الكبح في حالات الطوارئ. عادة السيارة التي تسير بسرعة 69 كيلومتر في الساعة (43 ميل/س) يمكنها أن تتوقف عمومًا بعد 27 متر (89 قدم) بمجرد تطبيق الفرامل. نظرًا لأن الآلة كانت بحاجة إلى 1.3 ثانية (82 قدم (25 م)) قبل تحديد الحاجة إلى الكبح في حالات الطوارئ، في حين كان هناك حاجة لمسافة كبيرة للتوقف، فقد تجاوزت المسافة الأمامية الواضحة والمؤكدة. فشل النظام في التصرف بشكل صحيح. من شأن مسافة التوقف الإجمالية البالغة 23 متر (75 قدم) أن تضمن سرعة آمنة تقل عن 40 كيلومتر في الساعة (25 ميل/س). كان التدخل البشري لا يزال مطلوبًا من الناحية القانونية. كان وقت إدراك ورد الفعل الحاسوب عاملاً يحد من السرعة لو كانت التكنولوجيا متفوقة على البشر في المواقف الغامضة؛  ومع ذلك، تم تعطيل تقنية الفرامل المحوسبة الناشئة في يوم الحادث، ووقت إدراك التفاعل (الإنذار) الواضح في الجهاز لمدة 4 ثوانٍ. سمحت للسيارة بالسير مسافة 76 متر (249 قدم). أظهر الفيديو الذي نشرته الشرطة في 21 مارس أن سائق السلامة لم يكن يشاهد الطريق قبل لحظات من اصطدام السيارة بهيرزبرغ.

### بيئة
ونُقل عن رئيس قسم شرطة تيمبي سيلفيا موير قوله إن التصادم كان «لا مفر منه» على أساس التحقيق الأولي الذي أجرته الشرطة، والذي تضمن مراجعة الفيديو الذي التقطته الكاميرا المركبة على متنها. أي أنه كان من الصعب للغاية على أي سائق تجنب الضحية، ورؤية كيف كانت ستخرج من الظلام.«كان من الواضح جدًا أنه سيكون من الصعب تجنب هذا التصادم [...] استنادًا على الطريقة التي جاءت بها من الظلال مباشرة إلى الطريق». هاجم موير هيرزبرغ بعبورها الطريق بطريقة غير آمنة مصرحا: «من الخطير عبور الطرق في الليل عندما لا تتوفر على إضاءة جيدة في تقاطع الطرق». ومع ذلك، تُظهر مقاطع الفيديو بعد الحوادث إضاءة كافية. طبقًا لأوبر، تم تدريب سائقي السلامة على إبقاء أيديهم قريبة جدًا من المقود طوال الوقت أثناء قيادة السيارة حتى يكونوا مستعدين للسيطرة بسرعة إذا لزم الأمر.
أصدرت شرطة تيمبي مقطع فيديو في 21 مارس يظهر لقطات مسجلة من قبل كاميراتين في السيارة: واحدة تطلعية وواحدة تلتقط تصرفات سائق السلامة. يُظهر الفيديو المواجه للأمام أن السيارة ذاتية القيادة كانت تسير في أقصى اليمين عندما اصطدمت بهيرزبرغ. يُظهر مقطع الفيديو المواجه للسائق أن سائق السلامة كان ينظر للأسفل قبل التصادم. يتحمل مشغل أوبر مسؤولية التدخل والتحكم اليدوي عند الضرورة وكذلك مراقبة الرسائل التشخيصية التي يتم عرضها على شاشة وحدة التحكم المركزية. في مقابلة أجريت بعد الحادث مع المجلس القومي لسلامة النقل، ذكرت السائقة أنها كانت تراقب مجموعة التجهيزات الوسطى في وقت التصادم.

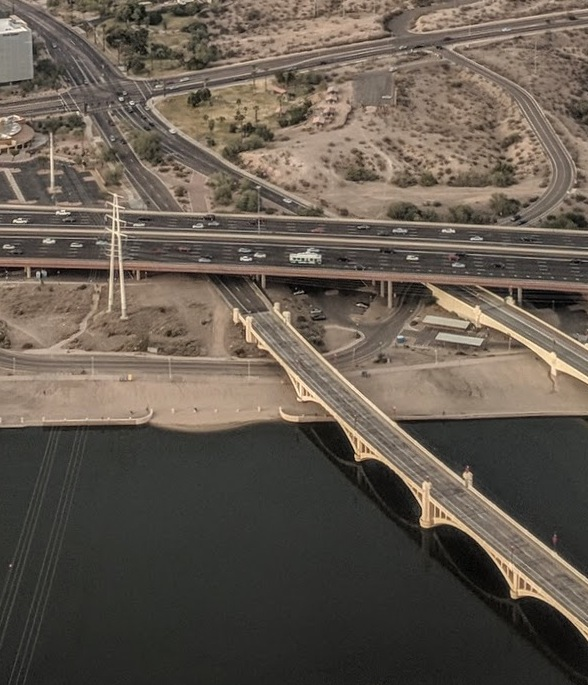
صورة جوية للمنطقة التي وقع فيها الحادث، وتواجه الشمال تقريبًا. يمتد نهج ميل من الركن الأيسر العلوي إلى الركن الأيمن السفلي (من الشمال إلى الجنوب)، والفاصل الأوسط المصنوع من الطوب يقع جنوب التقاطع مع Curry / Washington.

بعد إصدار فيديو أوبر، لاحظت الصحفية كارولين سعيد أن تفسير الشرطة لمسار هرتزبرغ يعني أنها عبرت بالفعل حارتي مرور قبل أن تصطدم بها السيارة ذاتية الحكم. يقع مسرح ماركي وتيمبي تاون ليك غرب نهج ميل، ويمر المشاة عادةً في منتصف الشارع دون أن يتجهوا شمالًا إلى الممشى في كاري. وفقًا لتقرير صادر عن فينيكس نيو تايمز، يحتوي نهج ميل مسار مرصوف بالطوب في الوسط بين الممرات المتجهة شمالًا وجنوبًا؛ ومع ذلك، فإن العلامات الموضوعة هناك تمنع المشاة من العبورعند هذا الموقع. عندما تمت إضافة الجسر الثاني لنهج ميل فوق بحيرة البلدة في عام 1994 لحركة المرور المتجهة شمالًا، تم تثبيت التقاطع على شكل X في الوسط موجه للتعامل مع احتمالية إغلاق أحد جسري الطريق. الغرض من هذا الهيكل المرصوف بالطوب هو تحويل السيارات من جانب إلى آخر إذا كان الجسر مغلقًا أمام حركة المرو، رغم أنه قد يبدو مثل ممر للمشاة، إلا أنه في الحقيقة طريق مؤقت مع حواجز عمودية وعلامات تحذير.

### مسائل برمجية
وصف مايكل رامزي، خبير السيارات ذاتية القيادة في غارتنر، الفيديو بأنه «فشل كامل للنظام في التعرف على شخص ظاهربوضوح ومرئي لمسافة بعيدة في الإطار. يجب على أوبر القيام بتفسير جادة حول سبب عدم رؤية هذا الشخص ولماذا النظام لم يتفاعل.» 